# Grov, Troms
Grov är en tätort och kyrkby i Tjeldsunds kommun i Troms fylke i norra Norge. Orten ligger vid fylkesväg 825 på östra sidan av Grovfjorden. Här finns Astafjords kyrka.
Orten utgjorde tidigare centralort i dåvarande Astafjords kommun.